# Angelo Accardi
Angelo Accardi (Sapri, 1964) è un artista italiano.

## Biografia
Nato nel 1964 a Sapri, in Campania, Accardi si trasferisce a Napoli per studiare arte all'Accademia d'Arte di Napoli, ma non completa la sua formazione formale, scegliendo di fondare il proprio studio nei primi anni '90.
I primi lavori di Accardi sono incentrati sulla figura umana e sull'astrazione. Alla fine degli anni '80, sposta la sua attenzione sulla scultura in marmo, ispirandosi ai classici greci e romani. All'inizio degli anni '90, Accardi inizia a incorporare temi sociali nei suoi dipinti.
Nel 2006, si unisce al gruppo d'avanguardia Tantarte ed espone a Shanghai.
Nel 2011, il suo lavoro viene riconosciuto dallo storico dell'arte Marco Vallora, che lo seleziona per la 54ª Biennale di Venezia.
Nel 2018, l'opera di Accardi, Misplaced, viene esposta alla Eden Fine Art Mayfair di Londra.
Le opere di Accardi sono distribuite a livello internazionale dalla Eden Gallery e dal 2021 collabora con la galleria italiana Deodato Arte. Nel 2022 la sua opera, Nonsense Makes Sense, viene esposta alla galleria Deodato.

## Opere
Lo stile artistico di Accardi è caratterizzato da una miscela di elementi surreali e realistici, incentrati sulla narrazione e sulle molteplici interpretazioni. I suoi dipinti incorporano spesso elementi di artisti come Klimt, Picasso e Roy Lichtenstein. Questi riferimenti classici sono accostati a figure della cultura popolare contemporanea, tra cui i personaggi dei Minions e dei Simpson di Matt Groening.
All'inizio della sua carriera, il lavoro di Accardi è stato influenzato da quella che lui definisce la tradizione italiana della "figura", enfatizzando la forma umana, combinata ad elementi pittorici e simbolici. Le sue collezioni come Human Collection, Misplaced e Blend riflettono il suo interesse per l'interazione tra gli esseri umani, lo spazio e la società.